# (21201) 1994 PO18
A (21201) 1994 PO18 a Naprendszer kisbolygóövében található aszteroida. Eric Walter Elst fedezte fel 1994. augusztus 12-én.